# Myrmarachne annandalei
Myrmarachne annandalei este o specie de păianjeni din genul Myrmarachne, familia Salticidae, descrisă de Simon, 1901. Conform Catalogue of Life specia Myrmarachne annandalei nu are subspecii cunoscute.